# ミラノ・コレクション

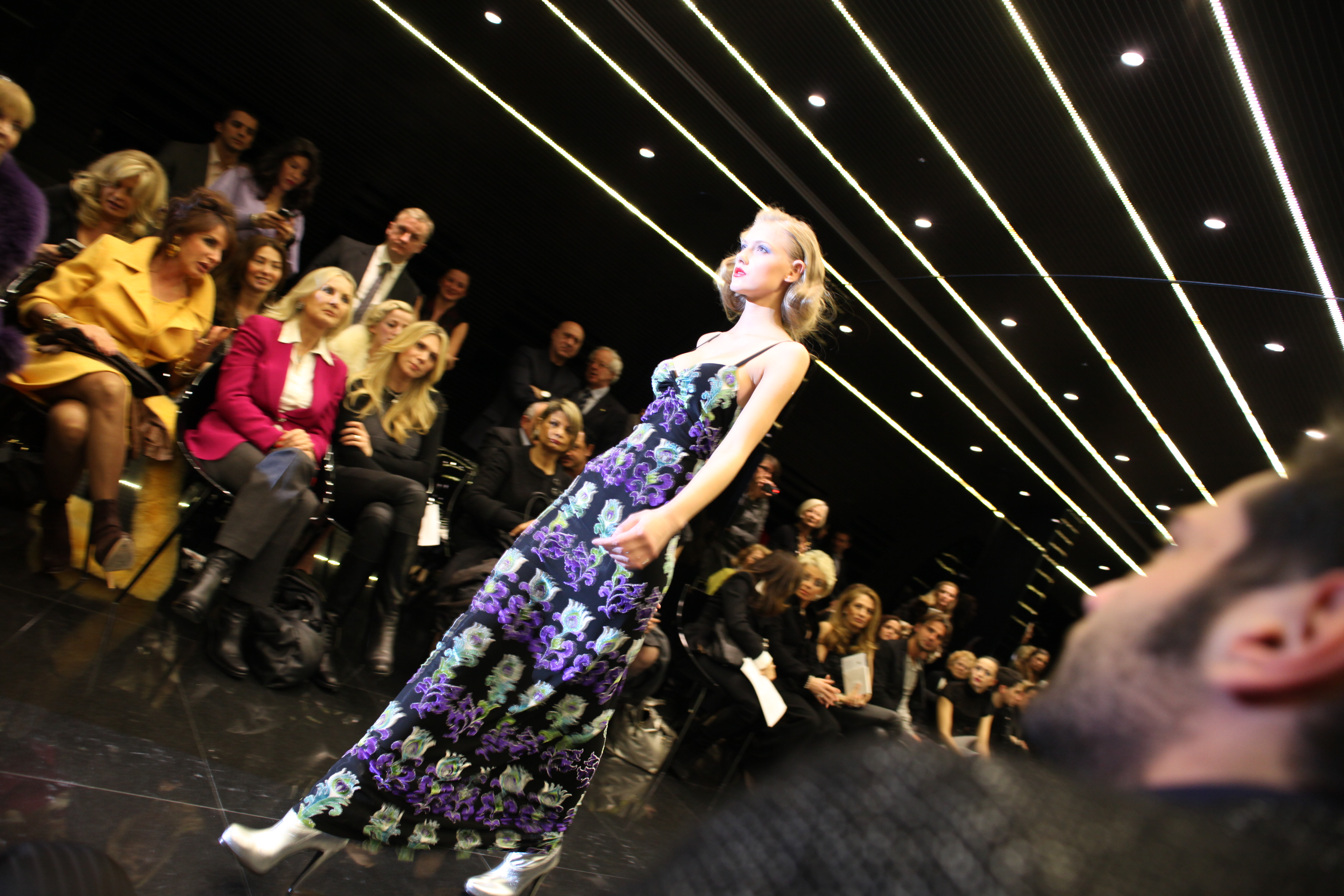
ミラノ・コレクション2010年

ミラノ・コレクション（Milan fashion week）とは、イタリアのミラノでミラノ・モーダ・ウォーモ （メンズ）、ミラノ・モーダ・ドンナ （レディース）のそれぞれ夏と冬の年2回ずつ開かれる服飾ブランドの新作発表会の総称である。

## 概要
1976年以来、ミラノで開催されているコレクション。数々のデザイナーが新作を発表し、宣伝のために主にバイヤーやジャーナリストやカメラマンを招待する。ビジネスの場なので、一般の人々は基本的に見ることは出来ない。
パリ・コレクションの前の週がミラノ・コレクションという日程が組まれている。
有名なプレタポルテのコレクションはミラノの他にパリ・ニューヨーク・ロンドンの"Big 4 "に加え東京などで開かれるが、100以上のブランドが参加するパリ・コレクションが一番規模が大きく、その年の流行が作られるため注目度は非常に高い。
常設会場が国際見本市会場に隣接して作られるが、ブランドごとに独自に会場を設けることも多い。
関連するコレクションには、国際生地展であるモーダイン (MODAIN)、靴・カバンのコレクションであるミカム (MICAM) など多数存在する。